# 路易莎·德·古茲曼
路易莎·德·古茲曼（西班牙語：Luisa de Guzmán，1613年10月13日—1666年2月27日），葡萄牙王后，1640年至1656年在位。
路易莎的父親是西班牙貴族曼紐·佩雷斯·古茲曼，母親則是弗朗西斯科·德·桑多瓦尔的女兒。

## 家庭
1633年，路易莎與布拉干薩公爵約翰二世（日後的葡萄牙國王約翰四世）結婚，兩人共有3子2女：
1. 特奧多西奧（1634年—1653年），早逝
2. 喬安娜（1635年—1653年），早逝
3. 凱瑟琳（1638年—1705年），英格蘭王后
4. 阿方索（1643年—1683年），葡萄牙國王
5. 佩德羅（1648年—1706年），葡萄牙國王